# Валентино (музичка група)
Валентино је поп-рок група из Сарајева. Мелодични хитови их сврставају у једне од најпопуларнијих група осамдесетих година у Југославији.

## Историја
Групу Валентино је 1982. године основао гитариста Зијо Ризванбеговић, који је и комплетан аутор. Музичаре је прикупљао постепено, док је за певачем трагао годину дана, да би се након огласа у листу „Ослобођење” групи прикључио певач Суад Јакирлић Јака. Оригиналну поставу су чинили басиста Емир Чолаковић, бубњар Дубравко Смолчић и клавијатуриста Игор Тајемница.
Јесени 1983. године објављују свој деби албум No.1, са хит синглом Волим те још, где женски вокал пева Амила Сулејмановић. Поред ње на албуму су гостовали Горан Бреговић, Милић Вукашиновић, затим фронтмен групе Гино Банана Срђан Јевђевић, као и Младен Павичић Пава, који ће касније остварити велики успех са групом Плави оркестар.
Прве наступе су имали као предгрупа Бијелом дугмету по СР БиХ, а у Београду су први пут наступали у Дому синдиката, отварајући концерт Бајаги и инструкторима.
Пред други албум No.2 долази до промена у бенду, ту је нови клавијатуриста Јошко Гујиновић, као и два члана групе Бонтон Баја, бубњар Адемир Волић Куфи и мултинструменталиста Никша Братош, који ће знатно обогатити звук групе Валентино. Са албума су се издвојиле Без тебе, Понекад се сјетим да постојиш, У врелини ноћи као и балада Не, не бој се. Пратеће вокале су певале дуо Вреле усне, Лејла Трто и Амила Ченгић, које ће сарађивати са бендом и у каснијим остварењима.
Године 1987. група снима трећу плочу, за чију се продукцију побринуо Никша Братош. Као и на ранијим остварењима и овај албум су пратили радијски хитови, Ока твоја два (чија мелодија позадине и рефрена утиче на Сантанину песму Smooth из 1999. године), Потонуле лађе, Када сам први пут видио тебе и Кад ме више не буде. Убрзо Суад Јакирлић одлази у војску, а по повратку почиње радити као асистент на Машинском факултету у Сарајеву. Никша Братош, иако прелази у Црвену јабуку, наставља сарадњу са Валентином.
Осипање групе није пореметило даље планове Зије Ризванбеговића, који ће већ следеће године снимити нови албум No.4. Место вокалног солисте заузео је певач Гого Прусина, који је мало пре тога снимио албум Записано у звијездама са групом Име руже. Четврти албум наставља већ добро потврђени концепт радијских и тв хитова, па до публике долазе песме Само склопи окице, Иду птице селице и Пиле моје. На плочи се налази и занимљив инструментал Саксофони лете у небо, песма коју је Зијо компоновао током боравка на Тајланду, где је тражио инспирацију за снимање албума.
Видео-спот за песму Зима '90. најавиће албум No.5 Понекад ноћу док спава град, први који носи назив, а не само редни број и изаћи ће децембра 1989. године. Са групом први пут сарађује продуцент Жељко Бродарић Јапа. Уз видео-спот и насловну нумеру, издвојиле су се још и Причај ми о њој и Срце дам.
Група је наступала на фестивалу МЕСАМ са песмом Када струје нестане 1991. године, али је распад земље обуставио рад групе. Чланови бенда су били расути свуда по свету, a Зијо Ризванбеговић је у Високом компоновао баладу Била кућа у центру града и након тога одлази из земље.

## Нови почетак
Зијо Валентино након живота у Амстердаму, стално место боравка проналази у Немачкој где ће снимити демо албум Моја кућа путујућа, на коме први пут преузима улогу главног вокала у групи. У песми Нема визе, офентала, дулдунга гостују Хари Варешановић, Ален Исламовић и Саша Лошић. 
Лета 2001. године Зијо као певач обнавља рад групе и наступа на фестивалу Сунчане скале са песмом Одлазим, корак напријед, назад два, а убрзо затим снима први студијски албум након дванаест година No.6 Све су се моје цуре удале. Веома гледаним видео-спотовима за песме Кад се спусте завјесе и Упомоћ, повратнички албум наилази на позитивне реакције. На албуму поново сарађује Никша Братош, као и Вреле усне.
20 година постојања ће обележити компилација „20 пјесама 20 хитова”, циљно са закашњењем од годину дана. На диску су поред старих хитова уврштене и Мирише на тебе, са којом су наступали на фестивалу у Будви 2003. године, балада Ти говориш док шутиш, у којој се користи рефрен из старог хита Нисам се продао из 1987. године, као и Megamix
На дан заљубљених 2006. године уз дневни лист Курир је продаван диск „Баладе”, а исте године ће изаћи и седми студијски албум. Пажњу привлаче песме Скини ми се бона са мог телефона, Само љуби, а албум бележи и Ја те Мићо не волим у којој гостује певачица народне музике Стојанка Новаковић Стоја.
На компилацијском издању Platinum Collection из 2007. године, налази се нова песма Шупље ципеле, у којој гостује глумица Марта Келер, са којом ће Зијо Ризванбеговић неколико година касније добити сина.
Године 2011., први уживо албум Само склопи окице садржи материјал снимљен на затварању фестивала Beer Fest у Београду 2009. године.
2014. године издаје компилацију где је Зијо вокал у свим песмама. На албуму је свирао и Елвис Станић, познат по сарадњи са Ђорђем Балашевићем.

## Албуми
Студијски албуми
- No.1, 1983.
- No.2, 1985.
- No.3, 1987.
- No.4, 1988.
- No.5 Понекад ноћу док град спава, 1989.
- No.6 Све су се моје цуре удале, 2001.
- No.7, 2006.

Компилације, уживо и демо албуми
- Моја кућа путујућа — демо албум, 1996.
- Моје најљепше пјесме — компилација, 1998.
- 20 пјесама 20 година — компилација, 2004.
- Баладе — компилација, 2006.
- Platinum collection — компилација, 2007.
- Live!! Само склопи окице — уживо, 2011.